# طارق انور (سیاستمدار)

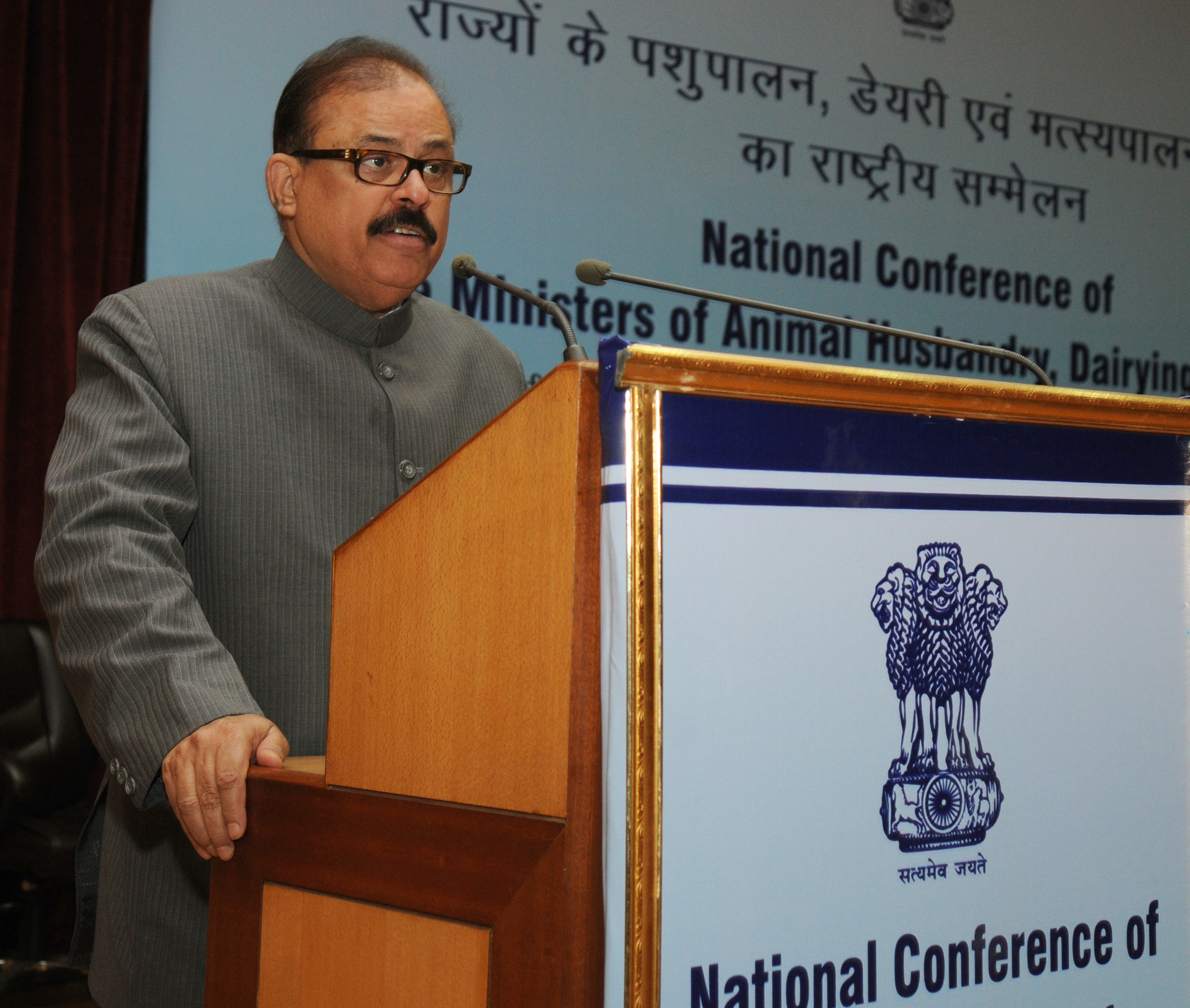
طارق انور از سیاسی های هند

طارق انور (انگلیسی: Tariq Anwar؛ زادهٔ ۱۶ ژانویهٔ ۱۹۵۱) سیاست‌مدار و عضو حزب کنگره ملی هند است.
وی از اکتبر ۲۰۱۲ تا مه ۲۰۱۴ وزیر کشاورزی و رفاه کشاورزان کشور هند بوده است.